# Autun
Autun [oˈtœ̃] ist eine französische Stadt mit 13.144 Einwohnern (Stand 1. Januar 2022) im Département Saône-et-Loire in der Region Bourgogne-Franche-Comté sowie Hauptstadt des gleichnamigen Arrondissements.

## Geographie
Die Stadt liegt am Ufer des Arroux, an der Einmündung seines rechten Nebenflusses Ternin. Autun gilt als „Tor zum Morvan-Massiv“. Die dunklen Wälder dieses Gebietes reichen bis fast an den mit buntglasierten Ziegeln gedeckten Chor der Kathedrale Saint-Lazare heran.

## Geschichte

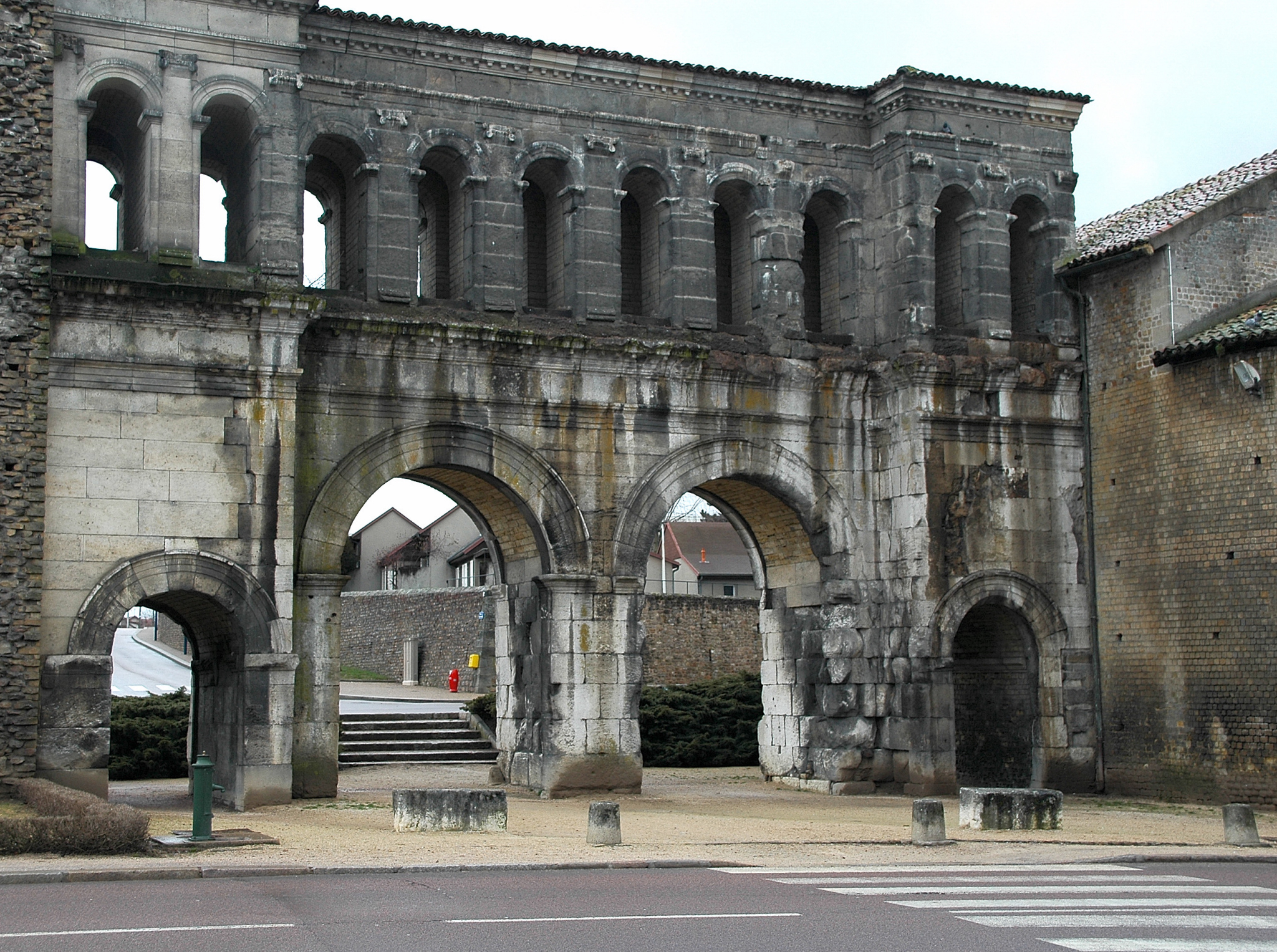
Porte Saint-André

Der antike Name von Autun war Augustodunum. Kaiser Augustus war ihr Namensgeber. Er ließ die Stadt zwischen 16 und 13 v. Chr. an der Fernhandelsstraße Via Agrippa gründen, nachdem der Widerstand der Gallier gegen die römische Herrschaft endgültig gebrochen war. Das in der Ebene gelegene Augustodunum entsprach dem römischen Stadtmodell im Gegensatz zu dem auf einem Hügel gelegenen Bibracte, das 25 Kilometer entfernt von Augustodunum lag und bisher die Hauptstadt des Stammes der Haeduer gewesen war. Nach Gründung von Augustodunum kam es zur schrittweisen Aufgabe von Bibracte durch Abwanderung. Der Großteil der ehemaligen Einwohner von Bibracte dürfte sich in Augustodunum angesiedelt haben, u. a. ein Teil der haeduischen Oberschicht, die bereits während des Gallischen Krieges prorömisch eingestellt war: Sie registrierten mit Sicherheit die strategische Wichtigkeit der neuen Stadt, die an den Hauptverkehrsachsen lag. Noch in vorrömischer Zeit soll ein Druidenheiligtum auf dem Stadtgebiet gelegen haben. Über die antiken Ausmaße (200 ha) ist die Stadt nicht herausgewachsen. Sie wurde einst das „Rom“ Galliens genannt.
Bis Ende des 3. Jahrhunderts konnte sich Augustodunum eines großen Wohlstands erfreuen. Es war bekannt als ein Sitz der Gelehrsamkeit und hatte eine berühmte Rhetorenschule. 269 n. Chr. wurde es von Victorinus nach siebenmonatiger Belagerung erstürmt und verwüstet. Danach erlebte die Stadt einen Niedergang, blieb aber wegen seiner Schulen ein Kulturzentrum. Im 3. Jahrhundert wurde Augustodunum auch Sitz eines Bistums. 356 belagerten die Alamannen die Stadt, die indessen Julian entsetzte. 451 wurde sie von Attila verheert, ein weiteres Mal 895, diesmal von Wikingern unter Führung von Rollo.
Die mittelalterliche Stadtmauer, von der 23 Türme erhalten sind, fußt auf antiken Fundamenten (sechs Kilometer lang, 54 Wehrtürme). Von den vier Haupttoren stehen noch die Porte d’Arroux im Nordwesten (Doppelportal mit tonnengewölbten Durchgängen, Obergeschoss mit vorgesetzten kannelierten Säulen) und die Porte Saint-André im Nordosten (hohe und niedrige Durchgänge wie am ersten Tor, wie dieses mit Sandsteinquadern verkleidet, Ansätze einer Hofanlage auf der Stadtseite). Aus römischer Zeit erhalten blieben außerdem nur das Theater, das größte in ganz Gallien, die Pyramide de Couhard, ein Grabmal aus dem 1. Jahrhundert, und außerhalb der Stadt der stark lädierte sog. Janustempel.
Im Jahre 532 fand vor den Toren der Stadt eine bedeutende Schlacht statt, in der die Franken die Burgunden besiegten; deren Reich wurde vom Frankenreich annektiert. Danach fungierte Autun bis zur Plünderung durch die Araber (725/28) als fränkische Hauptstadt. Im Jahre 725 kam der Umayyaden-General Anbassa ibn Suhaym al-Kalbi mit seinem Heer bis Autun. Am 22. August 725 eroberte er die Stadt. Autun war der östlichste Punkt der Expansion der Umayyaden in Europa.
Zwischen 663 und 675 fand ein Konzil in Autun statt, das von Bischof Leodegar von Autun initiiert wurde: „Aus den Akten dieses nur bruchstückhaft überlieferten Konzils geht kein Datum hervor, wohl aber wird der Bischof Leodegar von Autun als sein Initiator genannt.“ Bedeutend war dabei unter anderem, dass für Orden die Übernahme der Regel Benedikts gefordert wurde.
888 plünderten und verwüsteten Normannen Autun. Die Stadt hatte damals bereits eigene Grafen, von denen Richard der Gerichtsherr 918 durch Karl den Einfältigen zum Herzog von Burgund erhoben wurde. Das 1094 in Autun abgehaltene Konzil exkommunizierte König Philipp I. wegen Verstoßung seiner Gattin Bertha. Im 12. Jahrhundert wurde die bedeutende romanische Kathedrale St-Lazare erbaut. Autun blieb bis 1276 Residenz der Herzöge von Burgund. Während des Hundertjährigen Kriegs wurde es 1379 von den Engländern eingeäschert. 1591 mussten die Einwohner der Stadt wegen ihrer Unterstützung der Katholischen Liga eine Belagerung durch den Marschall Jean VI. d’Aumont, einen Feldherrn König Heinrichs IV., ertragen.
Im Jahr 1788 wurde Charles-Maurice de Talleyrand-Périgord Bischof von Autun und blieb dies bis zum Ausbruch der Französischen Revolution 1789. Später war er Napoleons Außenminister.

## Sehenswürdigkeiten

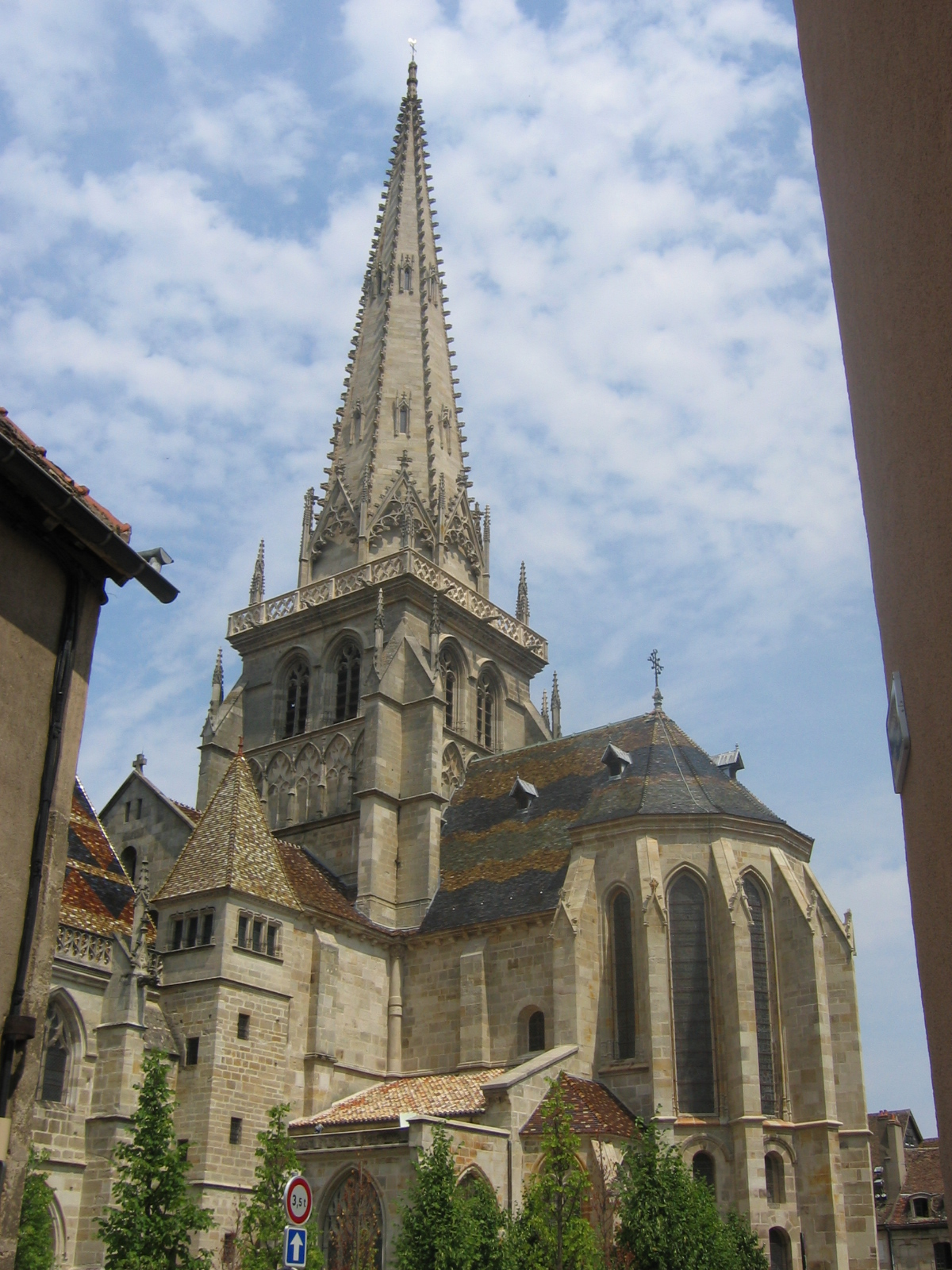
Kathedrale Saint-Lazare

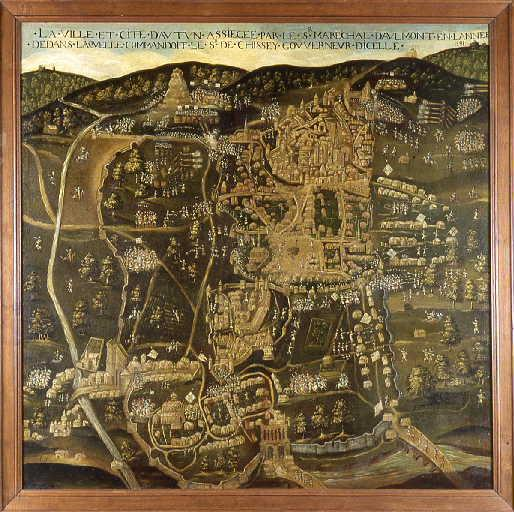
Aumont im Jahr 1591

### Baudenkmäler
Siehe auch: Liste der Monuments historiques in Autun
aus der gallo-römischen Zeit (Augustodunum):
- Stadtmauer: auf römischen Fundamenten errichtet
- antike Stadttore Porte d’Arroux und Porte Saint-André
- sogenannter Janustempel: wurde irrtümlicherweise dem Gott Janus zugeordnet; eine Tafel an dem Gebäude präzisiert: „Die besondere Form des Tempels, fanum genannt, ist gallischen Ursprungs, nur die Steinmetztechnik ist römisch und datiert aus dem 1. Jahrhundert n. Chr. Der Name Janus wurde falsch mit dem Tempel assoziiert, als im 16. Jahrhundert der Historiker Pierre de Saint-Julien den Namen des Ortes (frz. la Genetoye) interpretierte. Tatsächlich bezeichnete dieser Ortsname eine Lokalität, wo Ginstersträuche (Cytisus Genista) wuchsen. Die Gottheit, die hier verehrt wurde, ist bis heute völlig unbekannt.“ (Übers. aus dem englischen Text der Schautafel)
- römisches Theater mit einem Durchmesser von 148 m und ca. 15.000 Plätzen; die Orchestra sowie einige Ränge wurden freigelegt
- römisches Amphitheater

aus dem Mittelalter:
- Kathedrale St-Lazare aus dem 12. Jahrhundert im Stil der burgundischen Romanik
- der Tour des Ursulines genannte Donjon aus dem 12. Jahrhundert, der einzige Rest der einst beeindruckenden Burg Riveau, heute ein Kulturzentrum
- mittelalterliche Häuser mit dem Stadtpalast des Kanzlers der Herzöge von Burgund, Nicolas Rolin (* 1376 Autun), in dem das Musée Rolin eingerichtet wurde
- spätgotischer Uhrenturm (15. Jahrhundert) mit einer Einzeigeruhr

### Weiter sehenswert
- Musée Rolin
- Muséum d'histoire naturelle d'Autun: naturwissenschaftliches Museum mit über 800.000 Spezies, in der Rue Saint-Antoine 14[10]
- Lycée militaire d'Autun: ehemaliges Seminar mit einem früheren Kreuzgang (17. Jahrhundert); Napoléon und sein Bruder Joseph erhielten hier einen Teil ihrer Ausbildung
- Passage: prunkvolle überdachte Passage bei der Rue du Général du Demetz
- Croix de la Libération:   ein an die Befreiung der Stadt im Jahr 1944 erinnerndes Steinkreuz auf der südwestlich von Autun gelegenen Anhöhe Mont Saint-Sebastien, von der man eine gute Aussicht über die Stadt hat
- Die Steinreihe Champ de la Justice liegt nördlich von Autun.
- Das Prison Circulaire (Kreisförmiges Gefängnis) von 1855.[11]

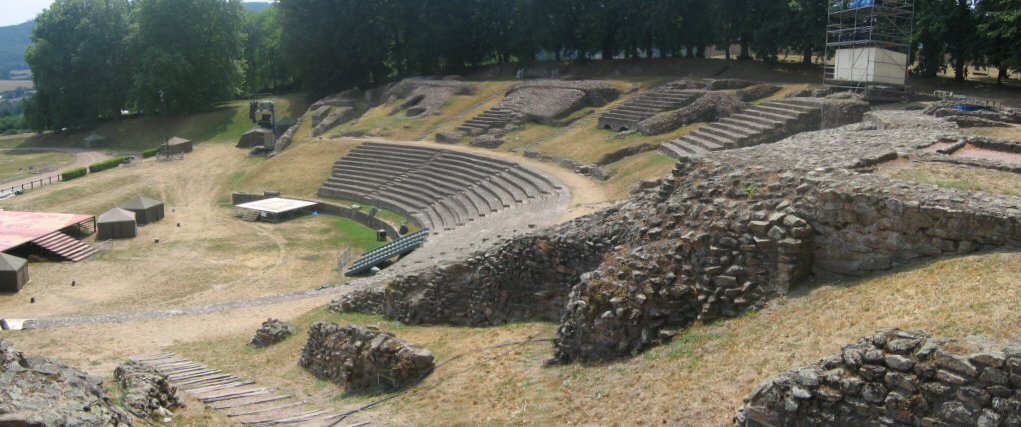
Römisches Theater
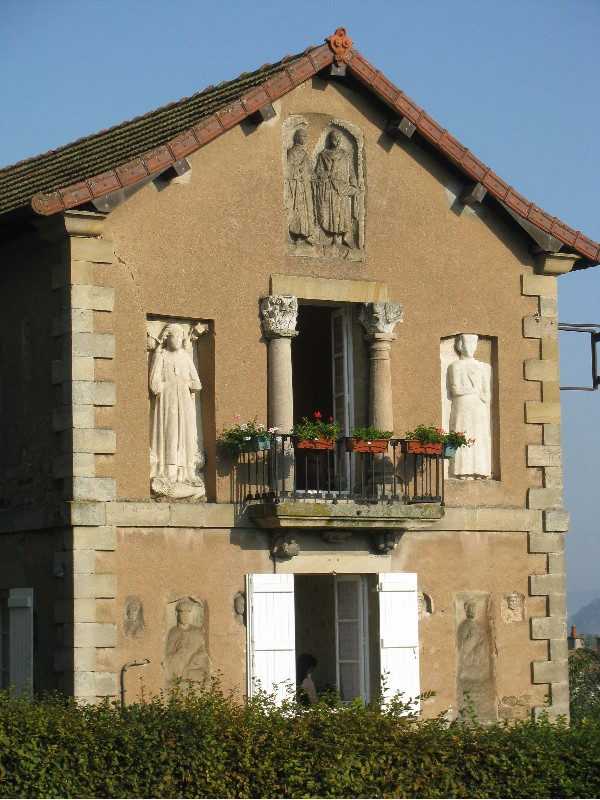
Wärterhaus am röm. Theater mit antiken Figuren
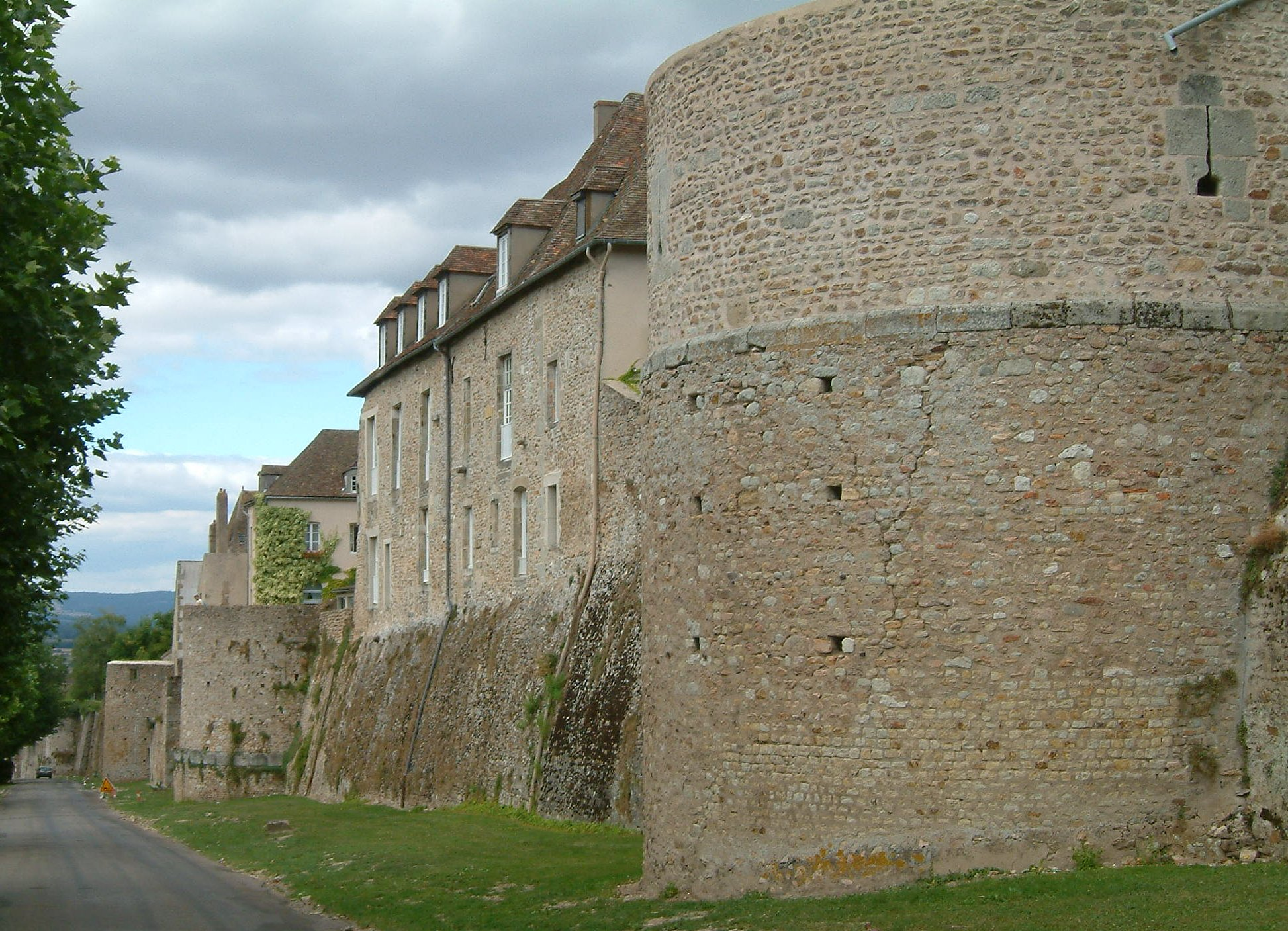
Gallo-römische Stadtmauer
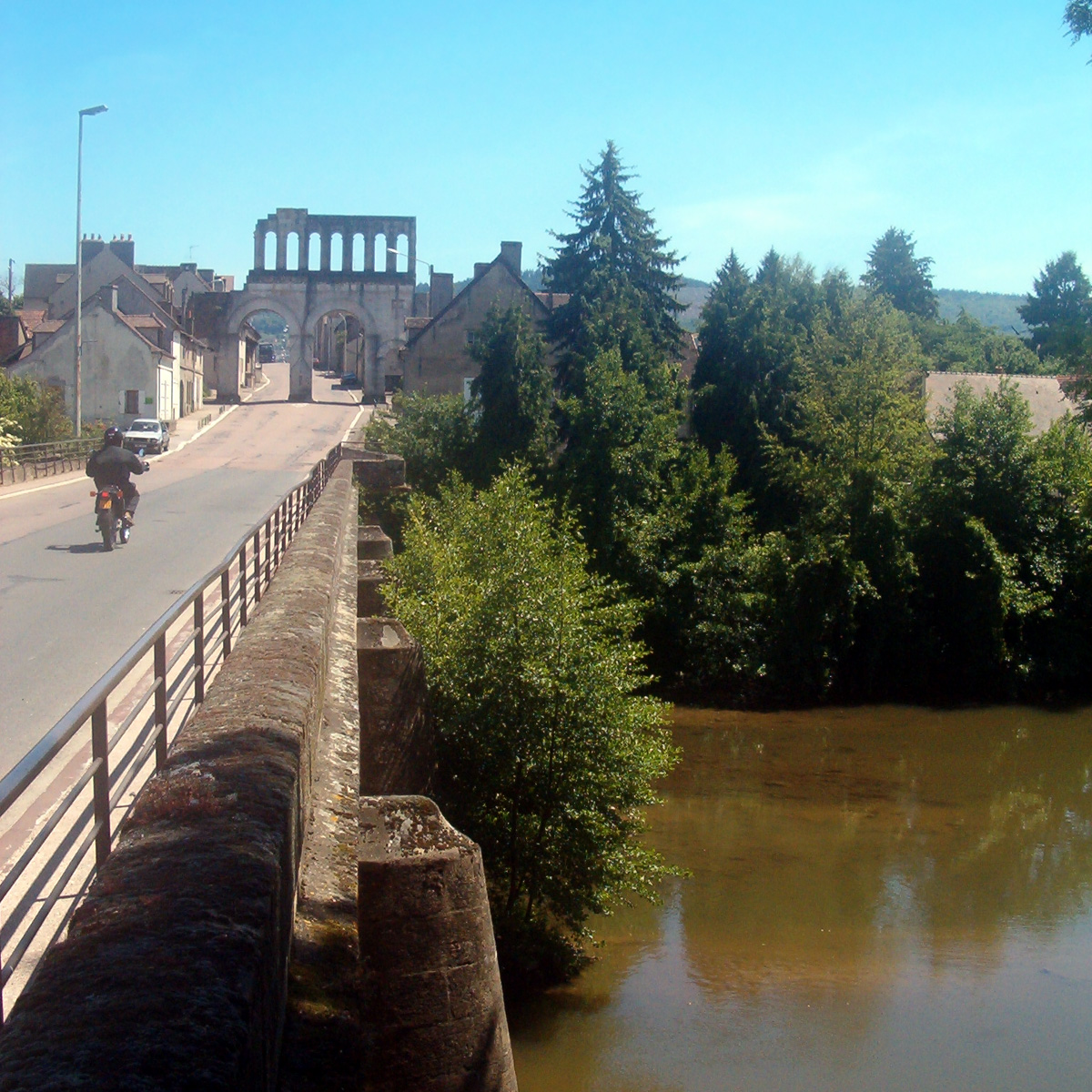
Brücke über den Arroux mit Blick auf das römische Stadttor Porte d'Arroux
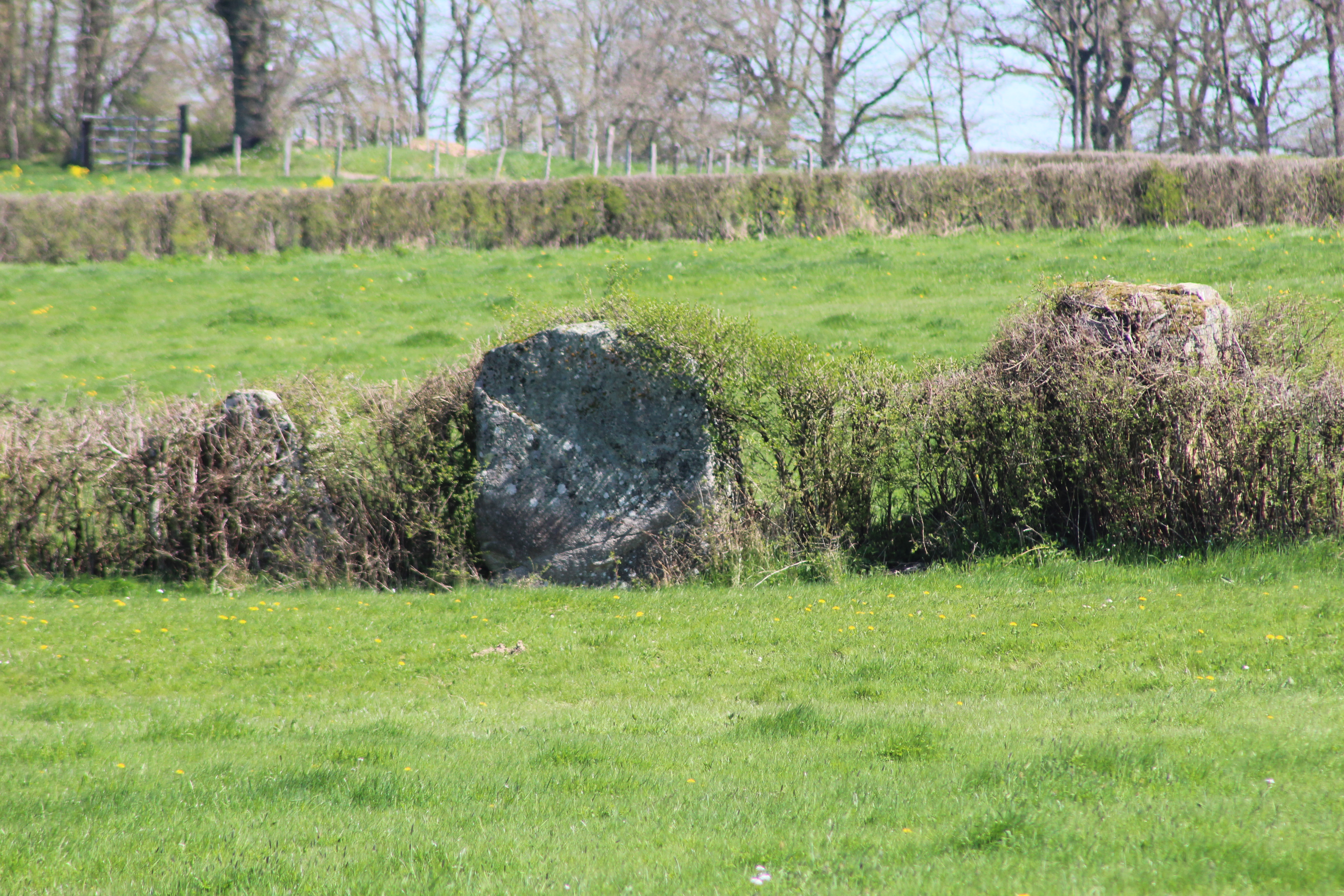
Champ de la Justice
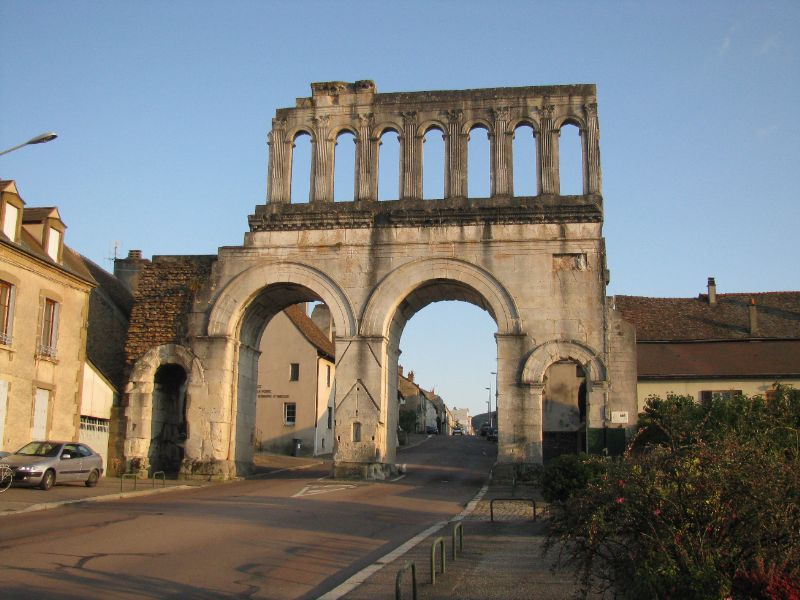
Römisches Stadttor Porte d'Arroux (1. Jahrhundert v. Chr.)
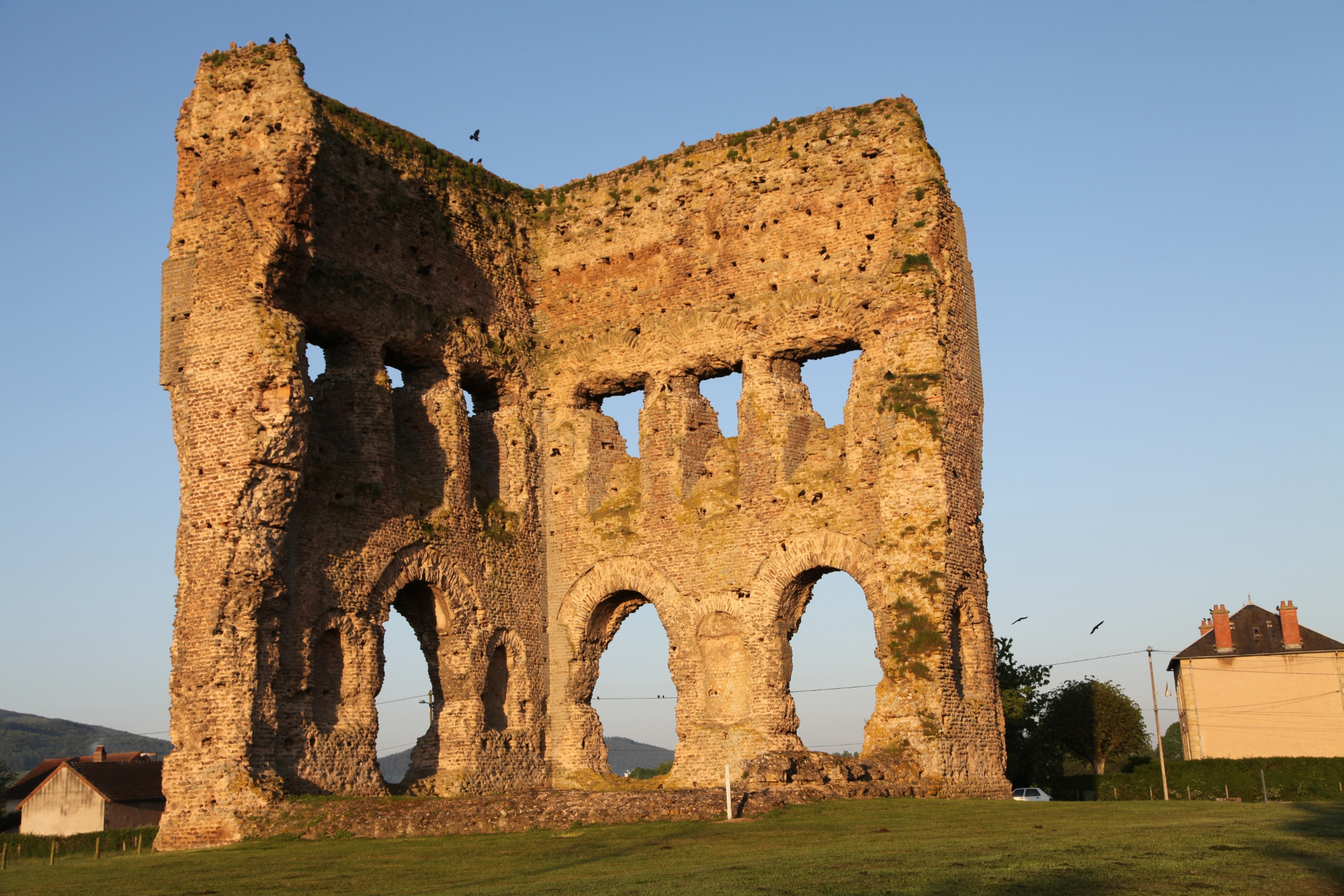
Sogenannter Janustempel (1. Jahrhundert n. Chr.)
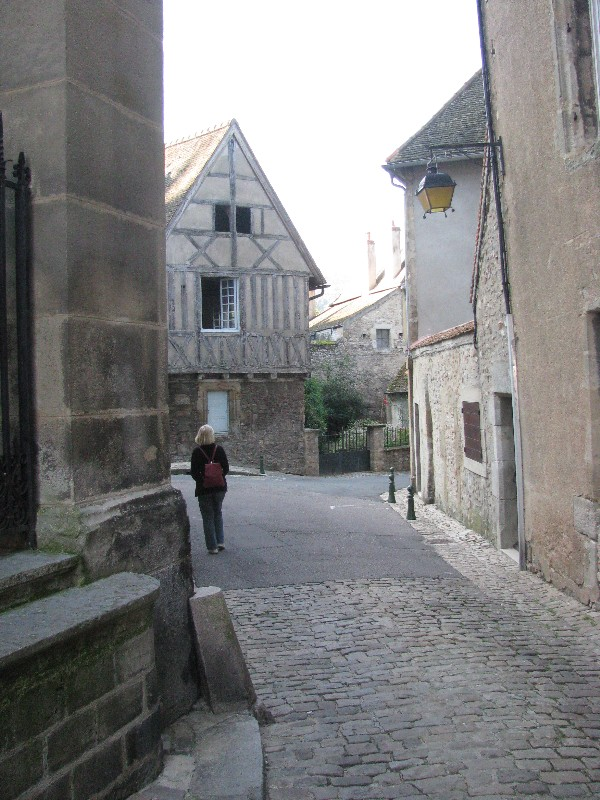
Straße in der Altstadt
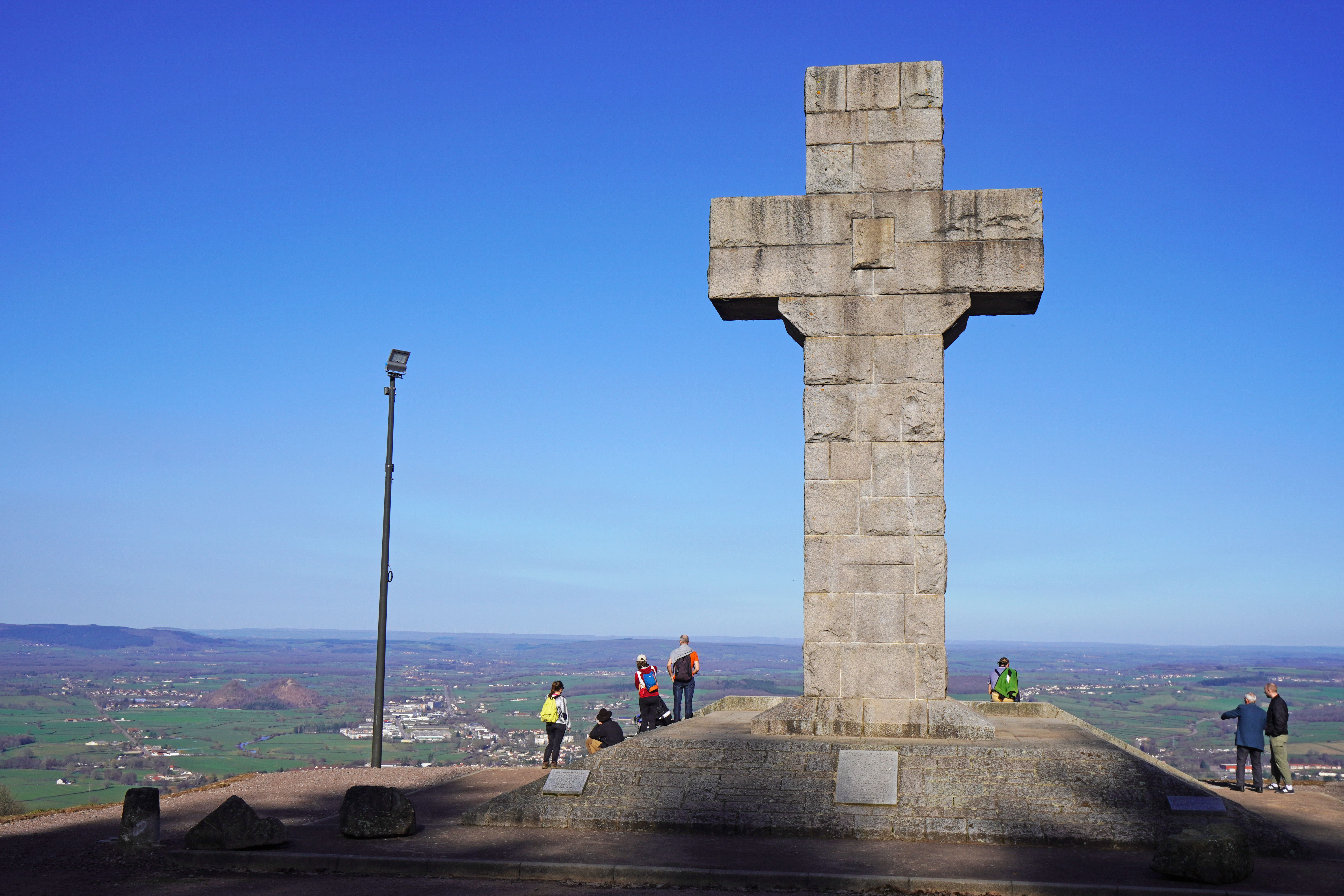
Croix de la Libération
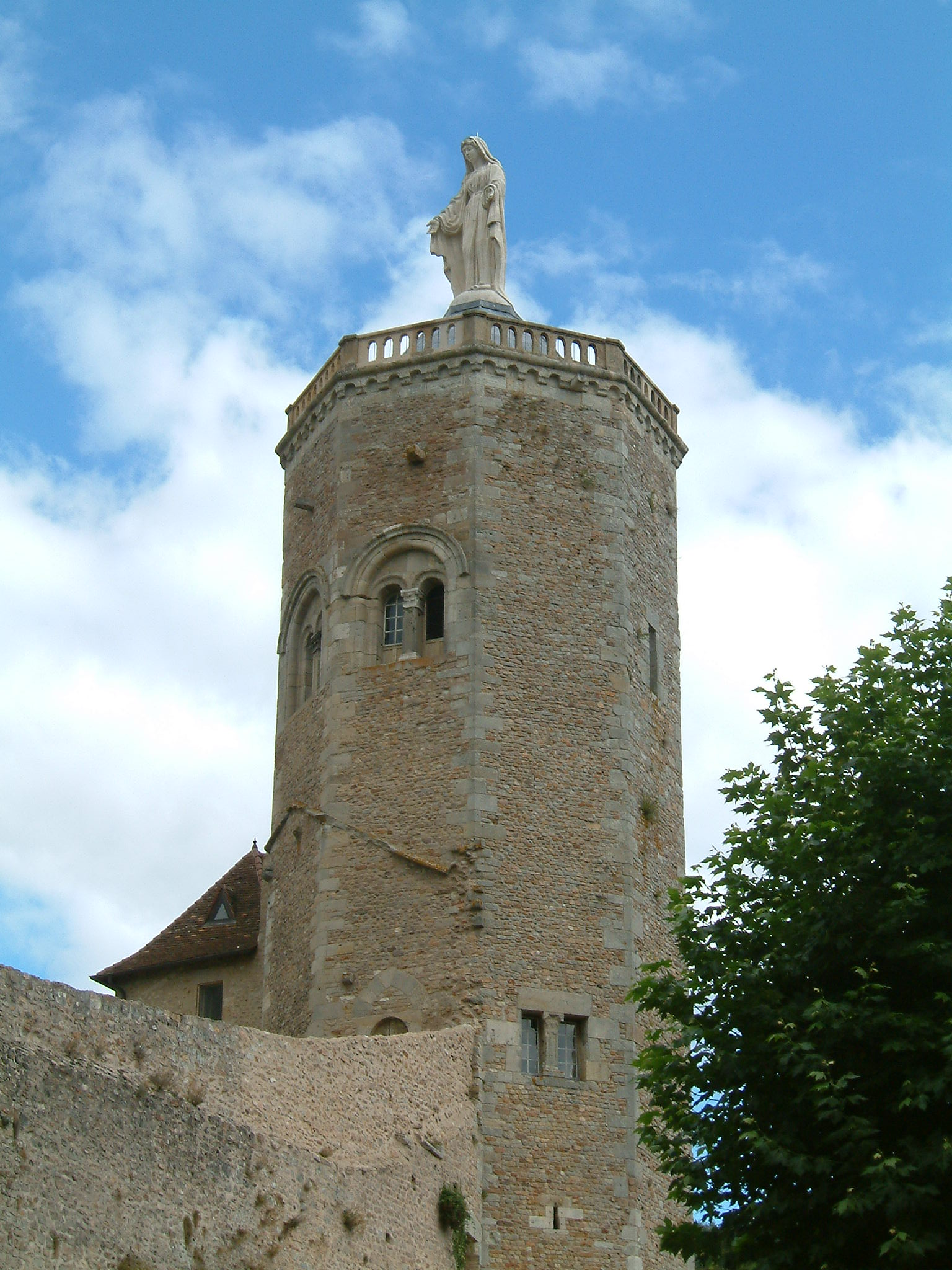
Turm der Ursulinen

## Persönlichkeiten

### In Autun geboren
- Symphorianus (?–um 178), christlicher Märtyrer
- Eumenius (um 264–um 312), gallischer Rhetor der Spätantike
- Euphronius von Autun, Bischof der Stadt (ca. 451 bis 475)
- Germanus von Paris (496–576), Bischof von Paris
- Philibert de Montjeu (um 1374–1439), Bischof von Coutances 1424–1439
- Nicolas Rolin (1376–1462), Kanzler Philipps des Guten
- Nicolas Changarnier (1793–1877), General
- Jacques Gabriel Bulliot (1817–1902), Weinhändler und Amateurarchäologe
- François-Xavier Gillot (1842–1910), französischer Botaniker
- Louis Renault (1843–1918), Jurist und Friedensnobelpreisträger
- Olivier Dupard (* 1965), Autorennfahrer

### Personen mit Bezug zur Stadt
- Gregor von Langres, in der 2. Hälfte des 5. Jahrhunderts comes der Stadt
- Brunichild (545/550–613), Frankenkönigin, wurde in Autun begraben
- Leodegar (616–679), Bischof von Autun
- Honorius von Autun (* ca. 1080; † 1150 oder 1151), Theologe, Philosoph
- Talleyrand (1754–1838), ab 1788 Bischof im Bistum Autun
- Napoleon Bonaparte (1769–1821), besuchte hier ein Jahr das collège
- Joseph Bonaparte (1768–1844), ältester Bruder Napoleons,  besuchte hier ein Jahr das collège
- Siegfried Thomaschki (1894–1967), als Oberst der Wehrmacht 1940 Stadtkommandant
- Philip Gilbert Hamerton (1834–1894), englischer Maler, Radierer und Schriftsteller

## Städtepartnerschaften
- Ingelheim am Rhein, Rheinland-Pfalz, Deutschland, seit 1963
- Stevenage, Hertfordshire, Vereinigtes Königreich, seit 1975
- Kawagoe, Präfektur Saitama, Japan, seit 2002
- Arévalo, Kastilien-León, Spanien

## Besonderheiten
Eine kulinarische Spezialität der Region sind die Produkte des Morvan (Granitmassiv in der Bourgogne), wie Käse, Honig und Produkte der Haselnuss, so beispielsweise die Noisettes du Morvan, ein Nussgebäck in Form der Nüsse und Gros Croquets du Morvan, ein Mandel-Nuss-Gebäck.

## Dokumentationen
- Auf Roms Spuren: Autun - Festung des Augustus. Dokumentation. zdfinfo, abgerufen am 26. Dezember 2023 (RMC Production 2021, Copyright der Synchronfassung ZDF 2022. Ein Film von Blandine Josselin. Unter Mitwirkung von Dr. Vivien Barrière, Yannick Labaune, Stéphane Alix, Prof. Antony Hostein, Prof. Martine Joly, Prof. Philippe Barral, Dr. Laetitia Borau, André Strasberg, Dr. Filipe Ferreira, und Nicolas Tisserand).